# 설사
설사(泄瀉, 영어: diarrhea)는 하루에 최소 3회 이상 묽거나 액체 상태의 배변을 하는 상태를 말한다. 보통 며칠간 지속되며, 체액 손실로 인해 탈수를 유발할 수 있다. 탈수의 징후는 종종 피부의 정상적인 탄력 상실과 과민한 행동으로 시작된다. 심해지면 배뇨량 감소, 피부색 상실, 빠른맥, 반응성 감소로 진행될 수 있다. 그러나 모유 수유만 하는 아기의 경우 묽지만 물 같지 않은 똥은 정상이다.
가장 흔한 원인은 바이러스, 세균, 또는 기생생물로 인한 창자 감염으로, 장염이라고도 한다. 이러한 감염은 종종 인분으로 오염된 음식이나 물로부터 또는 감염된 다른 사람으로부터 직접 전파된다. 설사의 세 가지 유형은 다음과 같다. 단기간의 수양성 설사, 단기간의 혈성 설사, 그리고 지속성 설사(2주 이상 지속되며 수양성 또는 혈성일 수 있음). 단기간의 수양성 설사는 콜레라로 인한 것일 수 있지만, 선진국에서는 드물다. 혈액이 존재하면 이질이라고도 한다. 비감염성 원인도 설사를 유발할 수 있다. 여기에는 젖당불내증, 과민 대장 증후군, 글루텐 민감증, 복강병, 궤양성 대장염과 같은 염증성 장질환, 갑상샘 기능 항진증, 담즙산 설사, 그리고 여러 약물이 포함된다. 대부분의 경우, 정확한 원인을 확인하기 위한 대변검사는 필요하지 않다.
설사는 개선된 위생 시설, 깨끗한 식수, 그리고 비누로 손 씻기를 통해 예방할 수 있다. 최소 6개월간 모유 수유와 로타바이러스 예방접종도 권장된다. 경구수액 (ORS)은 적당량의 염분과 설탕이 섞인 깨끗한 물로, 치료의 선택이다. 아연 정제도 권장된다. 이러한 치료법은 지난 25년간 5천만 명의 아동을 살린 것으로 추정된다. 설사를 하는 사람들에게는 건강한 음식을 계속 섭취하고, 아기들은 모유 수유를 계속하도록 권장된다. 상업용 ORS를 구할 수 없는 경우, 집에서 만든 용액을 사용할 수 있다. 심각한 탈수 상태의 환자에게는 정맥 주사액이 필요할 수 있다. 그러나 대부분의 경우 구강으로 액체를 섭취하여 잘 관리할 수 있다. 항생제는 거의 사용되지 않지만, 혈성 설사와 발열이 심한 경우, 여행 후 심한 설사를 하는 경우, 그리고 특정 세균이나 기생생물이 변에서 검출되는 경우와 같이 몇몇 특정 상황에서 권장될 수 있다. 로페라미드는 배변 횟수를 줄이는 데 도움이 될 수 있지만, 중증 질환자에게는 권장되지 않는다.
매년 약 17억에서 50억 건의 설사 사례가 발생한다. 이는 개발도상국에서 가장 흔하며, 어린 아이들은 평균적으로 1년에 3번 설사를 한다. 2019년 설사로 인한 총 사망자 수는 153만 명으로 추정되며, 이는 1990년의 290만 명에서 감소한 수치이다. 2012년에는 5세 미만 어린이 사망 원인 중 두 번째로 흔한 원인(76만 명 또는 11%)이었다. 잦은 설사는 또한 영양실조의 흔한 원인이며, 5세 미만 아동의 경우 가장 흔한 원인이다. 이 외에 발생할 수 있는 장기적인 문제로는 성장 부진과 지적 발달 부진이 있다.

## 용어
설사의 영단어 diarrhea는 고대 그리스어 διάρροια에서 유래했으며, διά dia "통해서"와 ῥέω rheo "흐르다"의 합성어이다.
diarrhea는 미국 영어 철자이며, diarrhoea는 영국 영어 철자이다.
이 상태를 나타내는 속어로는 "the runs", "the squirts" (영국에서는 "squits"), "Hershey squirts", "Montezuma's Revenge", "the trots" 등이 있다.

## 정의

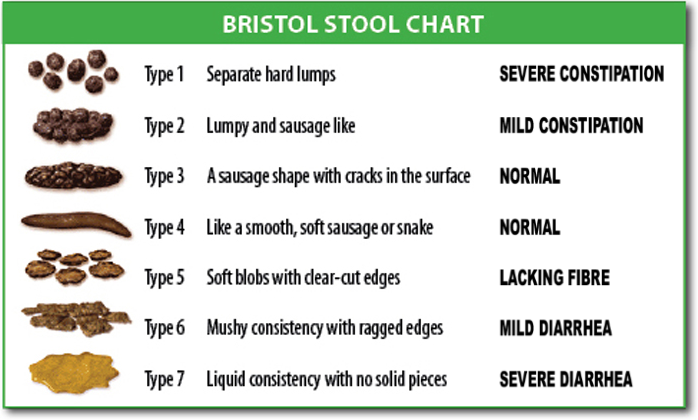
브리스톨 대변 형태 척도

설사는 세계보건기구에 의해 하루에 3회 이상의 묽거나 액체 상태의 배변을 하는 것, 또는 그 사람에게 정상적인 양보다 더 많은 양의 배변을 하는 것으로 정의된다.
세계 위장병학 기구(World Gastroenterology Organization)는 급성 설사를 장에서 반고형 또는 액체성 분변 물질이 비정상적으로 자주 배출되며, 14일 미만으로 지속되는 것으로 정의한다. 수양성 급성 설사는 급성 수양성 설사(AWD, Acute Watery Diarrhoea)로 알려져 있을 수 있다.

### 분비성 설사
분비성 설사는 활성 분비가 증가하거나 흡수가 억제되는 것을 의미한다. 구조적 손상은 거의 없거나 전혀 없다. 이 유형의 설사의 가장 흔한 원인은 염화 이온 (Cl–)과 같은 음이온의 분비를 자극하는 콜레라 독소이다. 따라서 위창자길 내에서 전하 균형을 유지하기 위해 나트륨(Na+)이 물과 함께 운반된다. 이 유형의 설사에서는 장액 분비가 금식 중에도 혈장과 등장성이다. 이는 경구 음식 섭취가 없을 때에도 계속된다.

### 삼투성 설사
삼투성 설사는 너무 많은 물이 장으로 끌려 들어갈 때 발생한다. 사람이 과도한 설탕이나 염분이 포함된 용액을 마시면, 이러한 물질들이 체내에서 장으로 물을 끌어들여 삼투성 설사를 유발할 수 있다. 삼투성 설사는 영양소가 내강에 남아 물을 끌어들이는 흡수장애 증후군(예: 이자 질환 또는 복강병)으로 인해 발생할 수도 있다. 또는 삼투성 설사약에 의해 유발될 수도 있다(이 약물은 장으로 물을 끌어들여 변비를 완화하는 방식으로 작용한다). 건강한 사람의 경우, 과도한 마그네슘, 비타민 C 또는 소화되지 않은 락토스가 삼투성 설사와 장 팽만을 유발할 수 있다. 젖당불내증이 있는 사람은 유제품을 비정상적으로 많이 섭취한 후 락토스를 흡수하는 데 어려움을 겪을 수 있다. 과당 흡수 장애가 있는 사람의 경우, 과도한 과당 섭취도 설사를 유발할 수 있다. 포도당 함량이 높은 고과당 식품은 흡수율이 더 높고 설사를 유발할 가능성이 적다. 솔비톨과 같은 당알코올(무설탕 식품에서 자주 발견됨)은 신체에 흡수되기 어렵고, 다량 섭취 시 삼투성 설사를 유발할 수 있다. 대부분의 경우, 이러한 삼투성 설사는 원인 물질(예: 우유 또는 솔비톨)의 섭취를 중단하면 멈춘다.

### 삼출성 설사
삼출성 설사는 변에 혈액과 고름이 나타날 때 발생한다. 이는 크론병이나 궤양성 대장염과 같은 염증성 장질환과 대장균 또는 다른 형태의 식중독과 같은 다른 심각한 감염으로 인해 발생한다.

### 염증성 설사
염증성 설사는 점막 내벽이나 솔 테두리에 손상이 발생하여 단백질이 풍부한 체액의 수동적 손실과 손실된 체액을 흡수하는 능력 감소로 이어질 때 발생한다. 이 유형의 설사에서는 다른 세 가지 유형의 설사 특징이 모두 나타날 수 있다. 이는 세균 감염, 바이러스 감염, 기생충 감염 또는 염증성 장질환과 같은 자가면역 문제로 인해 발생할 수 있다. 또한 결핵, 주름창자암, 장염으로도 발생할 수 있다.

### 이질
변에 피가 보이면 이질이라고도 한다. 피는 장 조직의 침범 흔적이다. 이질은 이질균, 이질아메바, 살모넬라 등의 증상이다.

## 건강 영향
설사 질환은 신체 건강과 정신 발달 모두에 부정적인 영향을 미칠 수 있다. "어떤 원인으로든 인해 발생하는 유아기 영양실조는 성인의 신체 건강과 노동 생산성을 감소시키고," 설사는 유아기 영양실조의 주요 원인이다. 더 나아가, 증거에 따르면 설사 질환은 정신 발달과 건강에 상당한 영향을 미친다. 기생충 감염 및 초기 모유 수유를 통제하더라도 심한 설사를 경험한 아동은 일련의 지능 검사에서 유의하게 낮은 점수를 보였다.
설사는 수분-전해질 불균형, 신장 손상, 탈수, 그리고 면역계 반응 결함을 유발할 수 있다. 경구 약물을 투여할 때, 약물의 치료 효과 효율성과 이러한 효과의 부족은 약물이 소화계를 너무 빨리 통과하여 흡수 시간이 제한되기 때문일 수 있다. 임상의들은 약물 용량을 줄이거나, 복용 일정을 변경하거나, 약물 투여를 중단하고, 수액 보충을 통해 설사를 치료하려고 노력한다. 설사를 조절하기 위한 개입은 종종 효과적이지 않다. 설사는 삶의 질에 심각한 영향을 미칠 수 있는데, 변실금은 노인들을 장기 요양 시설 (요양원)에 입소시키는 주요 요인 중 하나이기 때문이다.

## 원인

위창자길의 그림

인간 소화의 후기 단계에서 섭취된 물질은 위산 (소화계), 쓸개즙, 소화 효소와 같은 물과 소화액에 흠뻑 젖어 영양소 성분으로 분해되며, 이 영양소는 소장의 장 상피를 통해 혈류로 흡수된다. 배변 전에 큰창자는 적절한 수분 유지와 전반적인 균형을 유지하기 위해 폐기물 내의 물과 다른 소화 용매를 재흡수한다. 설사는 어떤 이유로든 큰창자가 대변에서 물이나 다른 소화액을 충분히 흡수하지 못하여 액체성 또는 "묽은" 배변이 발생할 때 일어난다.
급성 설사는 주로 로타바이러스에 의한 장염 때문이며, 5세 미만 아동의 40%를 차지한다. 그러나 여행자의 경우 세균 감염이 우세하다. 알광대버섯 중독과 같은 다양한 독소와 약물도 급성 설사를 유발할 수 있다.
만성 설사는 장에 영향을 미치는 여러 만성 질환의 증상 중 하나일 수 있다. 흔한 원인으로는 궤양성 대장염, 크론병, 현미경적 대장염, 복강병, 과민 대장 증후군, 그리고 담즙산 흡수 장애가 있다.

### 감염
감염성 설사의 원인으로는 바이러스, 세균, 기생생물 등 여러 가지가 있다. 감염성 설사는 흔히 장염이라고 불린다. 노로바이러스는 성인 바이러스성 설사의 가장 흔한 원인이지만, 5세 미만 어린이에서는 로타바이러스가 가장 흔한 원인이다. 아데노바이러스 40형과 41형, 그리고 아스트로바이러스도 상당수의 감염을 유발한다. O-157과 같은 대장균은 미국에서 감염성 혈성 설사의 가장 흔한 원인이다.
캠필로박터 종은 세균성 설사의 흔한 원인이지만, 살모넬라 종, 이질균 종 및 일부 대장균 균주에 의한 감염도 빈번한 원인이다.
노인, 특히 관련 없는 감염으로 인해 항생제 치료를 받은 사람의 경우, 클로스트리디오이데스 디피실이 생산하는 독소가 종종 심한 설사를 유발한다.
와포자충속, 람블편모충속, 이질아메바, 블라스토시스티스 종, 사이클로스포라 카예타넨시스 등 원생동물을 포함한 기생생물은 종종 만성 감염을 동반하는 설사의 원인이 된다. 광범위 항기생충제인 니타족사니드는 여러 설사 유발 기생생물에 대한 효능을 보였다.
기생생물이나 세균 독소와 같은 다른 감염원이 증상을 악화시킬 수 있다. 음식과 깨끗한 물이 충분하고 위생적인 생활 환경에서는 건강한 사람은 대개 며칠 안에 바이러스 감염에서 회복된다. 그러나 아프거나 영양실조 상태인 개인의 경우 설사는 심한 탈수를 유발하고 생명을 위협할 수 있다.

#### 위생

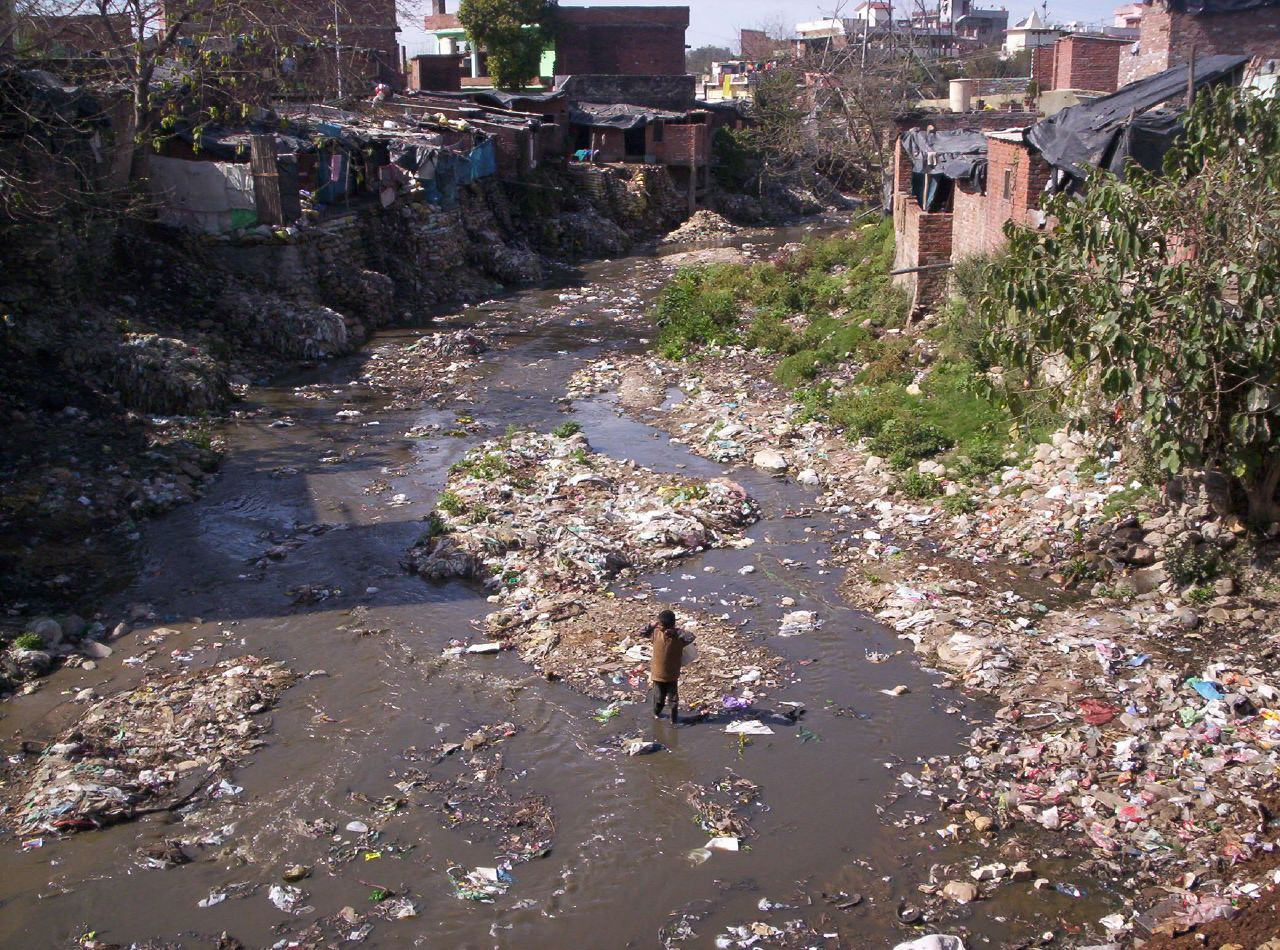
인도 히말라야의 이 공동체처럼 빈곤은 종종 비위생적인 생활 환경으로 이어진다. 이러한 환경은 열악한 위생 시설과 위생으로 인해 설사 질환에 걸릴 확률을 높인다.

노상 배변은 사망에 이르는 감염성 설사의 주요 원인이다.
빈곤은 인구 집단에서 감염성 설사 발생률을 잘 나타내는 지표이다. 이러한 연관성은 빈곤 자체에서 비롯되는 것이 아니라, 빈곤층이 살아가는 환경에서 비롯된다. 특정 자원의 부족은 빈곤층이 감염성 설사에 대처하는 능력을 저해한다. "빈곤은 열악한 주거 환경, 혼잡, 흙바닥, 깨끗한 물 또는 분변 폐기물 위생 처리(위생 시설)에 대한 접근성 부족, 인간 병원균을 옮길 수 있는 가축과의 동거, 그리고 식품 냉장 보관 시설 부족과 관련이 있으며, 이 모든 것이 설사의 빈도를 증가시킨다... 빈곤은 또한 연령에 적합한 영양 균형 잡힌 식단을 제공하거나 설사 발생 시 영양 손실을 완화하고 회복하기 위해 식단을 조절하는 능력을 제한한다. 이러한 영향은 적절하고 이용 가능하며 저렴한 의료 서비스의 부족으로 인해 더욱 악화된다."
감염성 설사의 가장 흔한 원인 중 하나는 깨끗한 물의 부족이다. 종종 부적절한 배변 처리는 지하수 오염으로 이어진다. 이는 특히 물 여과나 정화 시설이 없는 경우 인구 집단 전반에 걸쳐 광범위한 감염을 유발할 수 있다. 인분은 잠재적으로 해로운 다양한 인간 병원균을 포함한다.

#### 영양
적절한 영양 섭취는 건강과 기능 유지, 특히 감염성 설사 예방에 중요하다. 이는 면역 체계가 완전히 발달하지 않은 어린 아이들에게 특히 중요하다. 개발도상국 어린이들에게서 흔히 발견되는 아연 결핍은 경미한 경우에도 인간 면역 체계의 발달과 적절한 기능에 상당한 영향을 미칠 수 있다. 실제로, 아연 결핍과 면역 기능 저하 사이의 이러한 관계는 감염성 설사의 심각성 증가와 일치한다. 아연 수치가 낮은 어린이들은 설사, 심한 설사, 그리고 발열과 관련된 설사의 발생 빈도가 더 높다. 마찬가지로, 비타민 A 결핍은 설사 발생의 심각도를 증가시킬 수 있다. 그러나 질병 발생률에 대한 비타민 A 결핍의 영향에 대해서는 일부 불일치가 있다. 일부는 질병 발생률과 비타민 A 상태 사이에 관계가 없다고 주장하지만, 다른 이들은 결핍과 관련된 증가율을 시사한다. 전 세계적으로 1억 2천7백만 명의 미취학 아동이 비타민 A 결핍이라는 추정치를 고려할 때, 이 인구는 질병 감염 위험이 증가할 가능성이 있다.

### 흡수장애
흡수장애 증후군은 주로 작은창자의 장애 때문이지만, 이자 (해부학) 질환으로 인한 소화불량으로도 음식물을 완전히 흡수하지 못하는 상태를 말한다.
원인은 다음과 같다.
- 식품 알레르기 및 식품 불내증과 같은 효소 결핍 또는 점막 이상, 예를 들어 복강병 (글루텐 불내증), 젖당불내증 (유당 불내증, 비유럽인에게 흔함), 과당 흡수 장애.
- 악성 빈혈, 또는 비타민 B12를 흡수하지 못하여 발생하는 장 기능 장애,
- 낭포성 섬유증 또는 췌장염으로 인한 이자 분비물 손실,
- 단장 증후군 (수술로 제거된 장) 및 암 치료 및 기타 약물, 화학요법에 사용되는 약물을 포함한 방사선 섬유증과 같은 구조적 결함.
- 지방 흡수를 억제하는 오를리스타트와 같은 특정 약물.

### 염증성 장질환
여기서 겹치는 두 가지 유형은 원인을 알 수 없다.
- 궤양성 대장염은 만성 혈성 설사를 특징으로 하며 염증은 주로 직장 (해부학) 근처의 원위부 주름창자에 영향을 미친다.
- 크론병은 전형적으로 주름창자의 잘 구분된 장 분절에 영향을 미치며 종종 작은창자의 끝부분에도 영향을 미친다.

### 과민 대장 증후군
설사의 또 다른 가능한 원인은 과민 대장 증후군(IBS)으로, 보통 지난 3개월 동안 주당 최소 3일 이상 배변으로 완화되는 복부 통증과 비정상적인 인분 (설사 또는 변비)을 동반한다. 설사 우세형 IBS의 증상은 식이 변화, 수용성 섬유 보충제, 그리고 로페라미드 또는 코데인과 같은 약물의 조합을 통해 관리할 수 있다. 설사 우세형 IBS 환자의 약 30%는 비정상적인 SeHCAT 검사로 진단되는 담즙산 흡수장애를 앓고 있다.

### 기타 질환
설사는 다른 질병 및 상태로 인해 발생할 수 있는데, 다음과 같다.
- 만성 에탄올 섭취[51]
- 갑상샘 기능 항진증[52]
- 특정 약물[52]
- 담즙산 흡수 장애[52]
- 허혈성 장 질환: 이는 주로 노인에게 영향을 미치며 동맥 막힘으로 인해 발생할 수 있다.
- 현미경적 대장염은 염증성 장질환의 일종으로, 결장 조직 생검의 조직학적 검사에서만 변화가 관찰된다.
- 담즙염 흡수 장애(일차성 담즙산 설사)는 주름창자의 과도한 담즙산이 분비성 설사를 유발하는 경우이다.
- 호르몬 분비 종양: 일부 호르몬, 예를 들어 세로토닌은 과도하게 분비될 경우(보통 종양에서) 설사를 유발할 수 있다.
- 유아 및 어린아이의 만성 경증 설사는 명백한 원인 없이 다른 부작용 없이 발생할 수 있으며, 이 상태를 유아 설사라고 한다.
- 환경성 장병증
- 골반 및 배 (해부학) 암 치료 후 방사선 장병증.
- 비만세포 활성화 증후군 (MCAS)[53][54][55]

### 약물
페니실린과 같은 700가지 이상의 약물이 설사를 유발하는 것으로 알려져 있다. 설사를 유발하는 것으로 알려진 약물 계열은 완하제, 제산제, 속쓰림 약물, 항생제, 항신생물 약물, 항염증제, 그리고 많은 건강 보조식품이다.

## 병태생리학
| 기능         | 수송체                  |
| ------------ | ----------------------- |
| 흡수         | NHE, SGLT1, ENaC, DRA   |
| 분비         | CaCC, NKCC1, CFTR       |
| 흡수 및 분비 | Sodium potassium ATPase |

### 진화
두 연구자, 네스와 윌리엄스에 따르면 설사는 진화된 배출 방어 기제로 기능할 수 있다. 그 결과, 설사가 멈추면 회복이 지연될 수 있다. 그들은 이 주장을 뒷받침하기 위해 1973년에 발표된 연구를 인용하는데, 이 연구는 항설사제(코페노트로프, 로모틸)로 이질균을 치료한 사람들이 치료받지 않은 사람들보다 두 배 더 오랫동안 발열을 겪었다는 것을 발견했다. 연구자들 자신도 다음과 같이 관찰했다. "로모틸은 이질에 금기될 수 있다. 설사는 방어 기제일 수 있다."

## 진단 접근법
다음 유형의 설사는 추가 조사가 필요함을 나타낼 수 있다.
- 영아에게서
- 어린 아이에게서 중등도 또는 심한 설사
- 혈액 동반
- 이틀 이상 지속되는 경우
- 경련성 복통 이외의 발열, 체중 감소 등 동반
- 여행자 설사 환자에게서
- 식품 취급자에게서 (다른 사람에게 감염시킬 가능성 때문에)
- 병원, 보육원, 노인 요양 시설 등 기관에서

어린이의 진단을 돕기 위해 중증도 점수가 사용된다.
설사가 4주 이상 지속될 경우 다음과 같은 추가 검사가 권장될 수 있다.
- 빈혈이 있다면 일반 혈액 검사 및 페리틴
- 갑상샘 자극 호르몬
- 복강병 검사를 위한 조직 트랜스글루타미나아제
- 염증성 장질환 배제를 위한 대변 칼프로텍틴
- 난자 및 기생충, 그리고 클로스트리디오이데스 디피실에 대한 대변검사
- 대장내시경 또는 현미경적 대장염을 감지하기 위한 생검을 포함한 암에 대한 분변 면역화학 검사
- 담즙산 흡수 장애에 대한 검사는 SeHCAT, 7α-하이드록시-4-콜레스테롤-3-온 또는 분변 담즙산에 따라 가능하다.
- 젖당불내증을 확인하기 위한 수소 호기 검사
- 면역결핍질환, 골반 방사선 질환 또는 소장 세균 과증식이 의심되는 경우 추가 검사.

2019년 가이드라인은 난자 및 기생충 검사는 고위험군에게만 필요하며, 람블편모충속에 대한 정기 검사는 권장된다고 했다. 적혈구 침강 속도 (ESR)와 C-반응성 단백질 (CRP)은 권장되지 않았다.

## 역학

2012년 인구 100만 명당 설사 질환으로 인한 사망자 수
0–2
3–10
11–18
19–30
31–46
47–80
81–221
222–450
451–606
607–1799

2004년 인구 10만 명당 설사로 인한 장애 보정 생명년
데이터 없음
< 500
500–1000
1000–1500
1500–2000
2000–2500
2500–3000
3000–3500
3500–4000
4000–4500
4500–5000
5000–6000
> 6000

2004년 전 세계적으로 약 25억 건의 설사 사례가 발생했으며, 이로 인해 5세 미만 아동 중 150만 명이 사망했다. 이 중 절반 이상이 아프리카와 남아시아에서 발생했다. 이는 1980년 장염으로 인한 사망률 450만 명에서 감소한 수치이다. 설사는 이 연령대에서 폐렴(17%) 다음으로 두 번째 주요 영아사망률 원인(16%)으로 남아 있다.
대다수의 사례는 개발도상국에서 발생하며, 어린이 설사 사례의 절반 이상이 아프리카와 아시아에서 각각 6억 9,600만 건과 12억 건으로 기록되었고, 전 세계 나머지 지역에서는 4억 8천만 건에 불과하다.
감염성 설사는 2011년에 5세 미만 어린이 사망자 약 70만 명과 2억 5천만 일의 학교 결석을 초래했다. 아메리카 대륙에서는 설사 질환이 1~59개월 어린이 사망의 총 10%를 차지하는 반면, 동남아시아에서는 31.3%를 차지한다. 개발도상국 어린이 사망의 약 21%가 설사 질환으로 인한 것으로 추정된다.
세계보건기구는 "설사 질환으로 인한 사망자 수가 2000년 사망 원인 6위에서 2021년 13위로 45% 감소했다"고 보고했다.
설사는 인간에게 가장 잘 알려져 있지만, 다른 많은 영장류에게도 영향을 미친다. 충수가 있는 경우, 어린 영장류에게 설사에 대한 어느 정도의 보호를 제공하는 것으로 보인다.

## 예방

### 위생 시설
수많은 연구에서 식수 및 위생 시설(WASH) 개선이 설사 위험 감소로 이어진다는 사실이 밝혀졌다. 이러한 개선에는 예를 들어 정수 필터 사용, 고품질 수도관 물 제공 및 하수도 연결 등이 포함될 수 있다.
기관, 지역 사회 및 가정에서 비누를 사용한 손 씻기를 장려하는 개입은 설사 발생률을 크게 줄인다. 노상 배변을 지역 사회 전체적으로 방지하고 위생 시설에 대한 접근성을 제공하는 것에도 동일하게 적용된다. 여기에는 변기 사용과 변기와 연결된 전체 위생 시설 사슬(수집, 운반, 인분 폐기 또는 재사용)의 구현이 포함된다.
어린이나 성인의 대변을 안전하게 처리하는 것이 설사 질환을 예방할 수 있다는 증거는 제한적이다.

#### 손 씻기
기본적인 위생 기술은 설사 질환의 전파에 지대한 영향을 미칠 수 있다. 예를 들어, 비누와 물을 이용한 손 씻기는 질병 발생률을 약 30~48% 감소시키는 것으로 실험적으로 입증되었다. 그러나 개발도상국에서의 손 씻기는 빈곤으로 인해 저해되며, CDC는 이를 인정한다. "손 씻기는 전 세계 질병 예방에 필수적이지만, 비누와 물에 대한 접근은 개발도상국의 여러 곳에서 제한적이다. 이러한 접근성 부족은 개발도상국에서 적절한 위생을 위한 많은 도전 과제 중 하나이다." 이러한 장벽에 대한 해결책은 위생적인 행동을 장려하는 교육 프로그램의 구현을 필요로 한다.

#### 물
물의 오염이 설사 질환을 전파하는 주요 수단임을 고려할 때, 깨끗한 상수도 및 위생 시설을 제공하려는 노력은 질병 발생률을 극적으로 낮출 수 있는 잠재력을 가지고 있다. 실제로, 개선된 수질 위생 및 위생의 결과로 설사 질환으로 인한 아동 사망률이 88% 감소할 것으로 예상할 수 있다고 제안되었다. 마찬가지로, 수질 공급 및 위생 개선에 대한 수많은 연구의 메타분석은 질병 발생률에서 22~27% 감소, 설사 질환 관련 사망률에서 21~30% 감소를 보여준다.
예를 들어 물의 염소 처리는 설사 질환의 위험과 저장된 물의 설사 병원균 오염 위험을 모두 줄이는 것으로 나타났다.

### 예방접종
설사 질환을 유발하는 병원균에 대한 예방 접종은 실행 가능한 예방 전략이지만, 특정 병원균을 대상으로 해야 한다. 개발도상국 어린이 설사 발생의 약 6%, 설사 질환 사망의 20%를 차지했던 로타바이러스의 경우, 1985년 임상 시험에서 로타바이러스 백신을 사용한 결과 전체 설사 질환 발생률은 약간(2~3%) 감소했지만, 전반적인 사망률은 6~10% 감소했다. 마찬가지로, 콜레라 백신은 이환율과 사망률을 크게 감소시켰지만, 콜레라가 설사 질환의 주요 원인균 중 하나가 아니기 때문에 백신 접종의 전반적인 영향은 미미했다. 그 이후로, 개발도상국에서 수많은 생명을 구하고 치료 비용 및 사회적 비용을 줄일 수 있는 더 효과적인 백신이 개발되었다.
로타바이러스 백신은 인구 집단 내에서 설사 발생률을 감소시킨다. 로타바이러스, 이질균, 장독소성 대장균 (ETEC), 콜레라 및 기타 감염성 설사의 원인에 대한 새로운 백신이 개발 중에 있다.

### 영양
개발도상국의 식이 결핍은 더 나은 식습관을 장려함으로써 해결할 수 있다. 아연 보충은 대조군에 비해 설사 질환 발생률을 유의하게 감소시키는 데 성공적이었다. 대부분의 문헌은 비타민 A 보충이 질병 발생률을 줄이는 데 유리하다고 제안한다. 보충 전략 개발 시, 비타민 A 보충이 비타민 A와 아연 보충에 비해 설사 발생률 감소에 덜 효과적이며, 후자의 전략이 훨씬 더 비용 효율적이라는 점을 고려해야 한다.

#### 모유 수유
모유 수유 관행은 빈곤층 인구의 설사 질환 발생률에 극적인 영향을 미치는 것으로 나타났다. 여러 개발도상국에서 수행된 연구에 따르면 생후 6개월 동안 모유만 먹인 영아는 설사 질환 감염에 더 잘 보호되었다. 브라질의 한 연구에서는 모유 수유를 하지 않은 영아가 모유만 먹인 영아보다 설사로 사망할 가능성이 14배 더 높았다. WHO는 현재 영아의 생후 6개월까지 모유 수유만 할 것을 권장하며, 최소 2세까지 모유 수유를 계속하도록 권장한다.

### 기타
프로바이오틱은 항생제를 복용하는 사람들의 설사 위험을 감소시킨다. 살충제 살포는 파리의 수를 줄이고 연중 파리의 계절적 변화가 있는 환경에서 어린이의 설사 위험을 줄일 수 있다.

## 관리
많은 설사 사례에서 손실된 체액과 염분을 보충하는 것만이 유일한 치료법이다. 이는 보통 구강으로 경구수액을 통해 이루어지며, 심한 경우에는 정맥 주사로 한다. BRAT 식단과 같은 식이 제한은 더 이상 권장되지 않는다. 연구에 따르면 어린이에게 우유 섭취를 제한하는 것은 설사 기간에 영향을 미치지 않는다. 오히려 WHO는 설사를 하는 어린이는 충분한 영양소가 여전히 흡수되어 지속적인 성장과 체중 증가를 지원하며, 계속 먹는 것이 정상적인 장 기능 회복을 촉진하므로 건강한 음식을 계속 섭취하도록 권장한다. CDC는 콜레라 환자도 계속 식사를 하도록 권장한다. 어린이의 조기 재급식이 부적절한 정맥 주사액 사용, 구토 에피소드, 지속성 설사 위험 증가를 유발할 수 있다는 증거는 없다.
로페라미드(이모디움) 및 비스무트 서브살리실산염과 같은 약물은 유익할 수 있지만, 특정 상황에서는 금기증일 수 있다.

### 수액

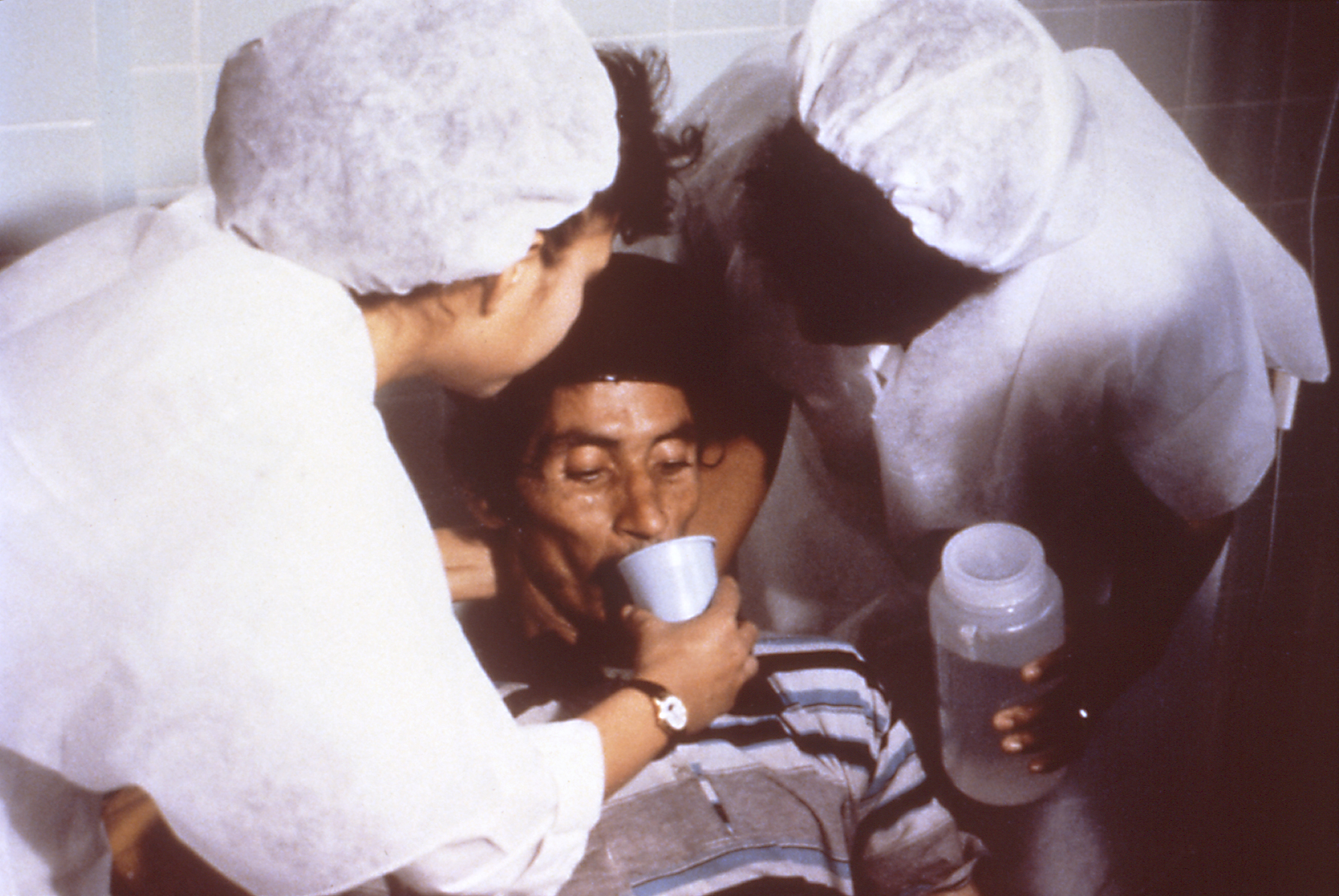
경구수액을 섭취하는 사람

경구수액(ORS, 약간 달고 짠물)은 탈수를 예방하는 데 사용될 수 있다. 소금 간을 한 쌀뜨물, 소금 간을 한 요거트 음료, 소금을 넣은 야채 및 닭고기 수프와 같은 일반적인 가정용 용액을 사용할 수 있다. 곡물을 삶은 물, 소금 간을 하지 않은 수프, 푸른 코코넛 워터, 연한 차(무가당), 무가당 신선 과일 주스 등과 같은 가정용 용액에는 리터당 소금 반 티스푼에서 한 티스푼(1.5~3g)을 추가할 수 있다. 깨끗한 물도 여러 액체 중 하나로 제공될 수 있다. 페디아라이트와 같은 상업용 용액이 있으며, 유니세프와 같은 구호 기관에서는 소금과 설탕이 들어있는 소포를 널리 배포한다. WHO의 의사용 출판물은 물 1리터에 소금 한 티스푼(3g)과 설탕 두 스푼(18g)을 첨가한 자가 제조 ORS를 권장한다. (대략 "눈물 맛"). Rehydration Project는 동일한 양의 설탕에 소금은 반 티스푼만 추가할 것을 권장하며, 이러한 더 희석된 접근법이 효과 손실이 거의 없이 위험이 적다고 말한다. 둘 다 설탕이나 소금이 너무 많이 들어간 음료는 탈수를 악화시킬 수 있다는 점에 동의한다.
이용 가능한 경우 보충 아연과 칼륨을 적절한 양으로 추가해야 한다. 그러나 이러한 물질의 가용성으로 인해 수액 보충이 지연되어서는 안 된다. WHO가 지적하듯이 가장 중요한 것은 가능한 한 빨리 탈수 예방을 시작하는 것이다. 콜레라 치료의 특정 예에서 CDC는 의료 치료를 받으러 가는 동안에도 경구수액을 계속 주도록 권장한다.
구토는 ORS 치료 첫 한두 시간 동안 종종 발생하는데, 특히 어린이가 용액을 너무 빨리 마실 경우 그러하다. 그러나 대부분의 체액이 여전히 흡수되므로 성공적인 수액 보충을 방해하는 경우는 거의 없다. WHO는 어린이가 구토를 할 경우 5~10분 정도 기다렸다가 더 천천히 용액을 다시 주도록 권장한다.
탄산음료나 과일 주스처럼 단순당이 특히 높은 음료는 5세 미만 어린이에게 권장되지 않는데, 탈수를 증가시킬 수 있기 때문이다. 장에 너무 진한 용액은 마치 바닷물을 마시는 것처럼 몸의 다른 부분에서 물을 끌어들인다. 더 구체적이고 효과적인 ORT 준비물이 없거나 맛이 없을 경우 깨끗한 물을 사용할 수 있다. 또한, 깨끗한 물과 너무 달거나 짠 음료를 같은 사람에게 번갈아 줄 수 있으며, 이는 전반적으로 중간 정도의 나트륨을 제공하는 것을 목표로 한다. 어린 아이에게는 필요에 따라 코위영양관을 사용하여 수액을 투여할 수 있다.

### 식사
WHO는 설사를 하는 어린이가 계속 식사를 해야 한다고 권장한다. 지속적인 식사는 정상적인 장 기능 회복을 촉진한다. 반대로, 음식 섭취가 제한된 어린이는 설사 기간이 더 길고 장 기능 회복이 더 느리다. WHO는 "음식을 절대로 제한해서는 안 되며, 어린이의 평소 음식도 희석해서는 안 된다. 모유 수유는 항상 계속되어야 한다"고 명시한다. 콜레라의 특정 예에서 CDC도 동일한 권장 사항을 제시한다. 설사를 하는 모유 수유 영아는 종종 더 많이 모유 수유를 선택하며, 그렇게 하도록 격려해야 한다. 모유 수유를 하지 않고 선진국에 사는 어린 아이들의 경우, 젖당이 없는 식단이 회복 속도를 높이는 데 유용할 수 있다.
수용성 섬유가 포함된 음식을 섭취하는 것이 도움이 될 수 있지만, 불용성 섬유는 증상을 악화시킬 수 있다.

### 약물
지사제는 운동 억제제, 분비 억제제, 흡착제, 항감염제 네 가지로 분류할 수 있다. 항생제는 특정 유형의 급성 설사에 유익하지만, 일반적으로 특정 상황을 제외하고는 사용되지 않는다. O-157 감염 환자의 경우 항생제가 용혈성 요독 증후군의 위험을 증가시킬 수 있다는 우려가 있다. 자원 빈곤 국가에서는 항생제 치료가 유익할 수 있다. 그러나 일부 세균은 항생제 내성을 개발하고 있으며, 특히 이질균이 그러하다. 항생제도 설사를 유발할 수 있으며, 항생제 관련 설사는 일반 항생제 치료의 가장 흔한 부작용이다.
비스무트 화합물(펩토-비스몰)은 여행자 설사의 배변 횟수를 줄였지만, 질병 기간을 줄이지는 못했다. 로페라미드와 같은 항운동제도 변의 수를 줄이는 데 효과적이지만 질병의 기간을 줄이지는 못한다. 이러한 약제는 혈변이 없는 경우에만 사용해야 한다.
천연 알루미늄 마그네슘 규산염 점토인 디오스멕타이트는 어린이의 급성 설사 증상 완화에 효과적이며, 만성 기능성 설사, 방사선 유발 설사, 화학요법 유발 설사에도 일부 효과가 있다. 경미한 설사 치료에 사용되는 또 다른 흡착제는 카오펙타이트이다.
항분비제인 라세카도트릴은 어린이와 성인의 설사 치료에 사용될 수 있다. 로페라미드보다 내약성이 좋으며, 변비와 방귀를 덜 유발한다. 그러나 어린이의 급성 설사 개선에는 거의 도움이 되지 않는다.
콜레스티라민과 같은 담즙산 격리제는 담즙산 흡수 장애로 인한 만성 설사에 효과적일 수 있다. 특정 검사(예: SeHCAT 보유)로 담즙산 흡수 장애를 진단할 수 없는 만성 설사의 경우 이러한 약물의 치료 시험이 권장된다.

### 대안 요법
영양실조 또는 아연 결핍률이 높은 지역의 6개월 이상 어린이에게는 아연 보충이 설사에 도움이 될 수 있다. 이는 세계보건기구의 아연 지침을 뒷받침하지만, 아주 어린아이에게는 해당되지 않는다.
2020년 코크란 리뷰는 프로바이오틱이 2일 이상 지속되는 설사 환자에게 거의 또는 전혀 차이가 없으며, 설사 기간을 줄인다는 증거는 없다고 결론지었다. 프로바이오틱인 락토바킬루스속은 성인의 항생제 관련 설사를 예방하는 데 도움이 될 수 있지만, 어린이에게는 그렇지 않을 수 있다. 젖당불내증이 있는 사람의 경우, 유제품 섭취 시 락테이스를 함유한 소화 효소를 섭취하면 증상이 호전되는 경우가 많다.

## 같이 보기
- 이질
- 페르난도 마자리에고스
- 점액 과다 분비